# Giovanni Cagliero
Giovanni Cagliero S.D.B. (ur. 11 stycznia 1838 w Castelnuovo d'Asti, zm. 28 lutego 1926 w Rzymie) – włoski duchowny katolicki, dyplomata i kardynał.

## Życiorys
Ukończył seminarium w rodzinnym mieście. Studiował też na Uniwersytecie Turyńskim. W roku 1851 wstąpił do salezjanów. Habit otrzymał od samego założyciela św. Jana Bosco (Cagliero był później jego pupilem). Uczył się w jednej klasie razem z przyszłymi świętymi Dominikiem Savio i Michałem Rua. Święcenia kapłańskie otrzymał 14 czerwca 1862 w Turynie. W latach 1862–1875 był nauczycielem w domu zakonnym salezjanów w Turynie. W 1875 zorganizował wyjazd dziesięciu współbraci do Urugwaju i Argentyny, by założyli tam domy zakonne. Sprawował funkcję dyrektora duchowego a także generalnego dyrektora Córek Maryi. Od 1893 był prowikariuszem apostolskim dla nowych wikariatów w Płn. Patagonii w Argentynie.
30 października 1884 mianowany tytularnym biskupem Magido. Konsekrowany w Turynie przez kardynała Gaetano Alimonda, arcybiskupa Turynu. W 1904 podniesiony do tytułu arcybiskupa tytularnego Sebaste. Od 1908 był apostolskim delegatem i nadzwyczajnym legatem do Nikaragui i Kostaryki. Z funkcji tych zrezygnował w 1915. W tym samym 1915 roku kreowany kardynałem prezbiterem San Bernardo alle Terme. Był pierwszym kardynałem ze zgromadzenia salezjanów. W 1920 mianowany kardynałem biskupem Frascati. Brał udział w konklawe 1922. Pochowany na Campo Verano.